# (473) Нолли
(473) Нолли (нем. Nolli) — астероид главного пояса, входящий в состав семейства Эвномии. Он был открыт 13 февраля 1901 года немецким астрономом Максом Вольфом в обсерватории Хайдельберг в Германии и назван в честь семейного прозвища первооткрывателя, что дословно переводится как «маленький ребёнок».

Орбита астероида Нолли и его положение в Солнечной системе
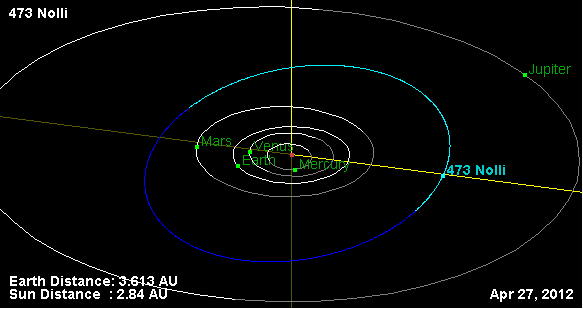
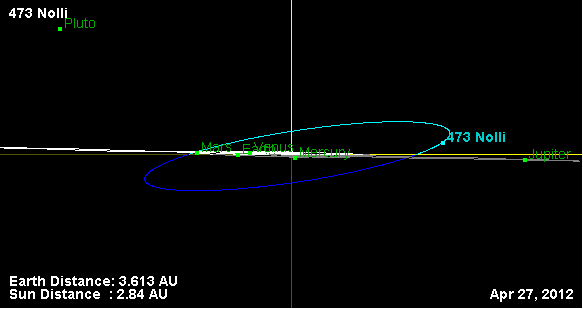